# Israel Jacobs
Israel Jacobs (* 9. Juni 1726 im Montgomery County, Province of Pennsylvania; † 10. Dezember 1796 ebenda) war ein US-amerikanischer Politiker. Zwischen 1791 und 1793 vertrat er den Bundesstaat Pennsylvania im US-Repräsentantenhaus.

## Werdegang
Israel Jacobs wuchs während der britischen Kolonialzeit auf. Er besuchte die öffentlichen Schulen seiner Heimat und arbeitete danach in der Landwirtschaft und im Handel. Zwischen 1770 und 1774 war er Mitglied im kolonialen Abgeordnetenhaus von Pennsylvania. Danach trat er erst im Jahr 1790 politisch wieder in Erscheinung. Damals war er ein Anhänger der Bundesregierung unter Präsident George Washington (Pro-Administration-Fraktion).
Bei den Kongresswahlen des Jahres 1790 wurde Jacobs im dritten Wahlbezirk von Pennsylvania in das US-Repräsentantenhaus gewählt, wo er am 4. März 1791 den Sitz von George Clymer übernahm. Bis zum 3. März 1795 konnte er eine Legislaturperiode im Kongress absolvieren. Nach seiner Zeit im US-Repräsentantenhaus betätigte sich Jacobs wieder in der Landwirtschaft. Er starb am 10. Dezember 1796.